# Cucullococcus
Cucullococcus är ett släkte av insekter. Cucullococcus ingår i familjen ullsköldlöss.
Kladogram enligt Catalogue of Life:
| Cucullococcus | \| \| Cucullococcus arrabidensis \| \| \| \| \| \| Cucullococcus vaccinii \| \| \| \| |
|               | \| \| Cucullococcus arrabidensis \| \| \| \| \| \| Cucullococcus vaccinii \| \| \| \| |
|               | Cucullococcus arrabidensis                                                            |
|               |                                                                                       |
|               | Cucullococcus vaccinii                                                                |
|               |                                                                                       |